# Atheas insignis
Atheas insignis är en insektsart som beskrevs av Heidemann 1909. Atheas insignis ingår i släktet Atheas och familjen nätskinnbaggar. Inga underarter finns listade i Catalogue of Life.